# Pierre Jouventin
Pierre Jouventin, né le 1er décembre 1942 à Marseille, est un expert éthologue, écologue, écrivain et militant libertaire.
Il est considéré comme un spécialiste de la reproduction des oiseaux et des mammifères, en particulier antarctiques et marins (écologie évolutive, écologie comportementale, biologie de la conservation).

## Biographie

### Jeunesse et formation
Pierre Jouventin est né le 1er décembre 1942 à Marseille. Il fait un Doctorat d'État en Sciences à l'Université Montpellier II en 1978.

### Carrière
De 1985 à 1998, Pierre Jouventin est Directeur du Centre d’Études Biologiques de Chizé (Unité 4701 du CNRS).
De 1990 à 2000, il est membre du Conseil scientifique et du Comité d'éthique de l'Institut français pour la recherche et la technologie polaire, et de 1994 à 1998, il est responsable du groupement de recherche « Écosystèmes polaires & anthropisation » (Programme Environnement du CNRS).
De 1999 à 2001, il est responsable du programme interdisciplinaire Environnement, Vie et Société du CNRS « Les îles australes, observatoires de l'anthropisation accélérée des écosystèmes marins et terrestres ».
De 2000 à 2007, il est responsable de la « Zone-Atelier de Recherches sur l’Environnement Antarctique et Subantarctique » (Réseau d’observatoires à long terme du programme Environnement, Vie et Société du CNRS).
De 1998 à 2017, il est responsable de l’équipe « Écologie comportementale » au Centre d'Écologie Fonctionnelle et Évolutive de Montpellier (CNRS) & du programme  concernant la Réserve naturelle nationale des Terres australes françaises (ETHOTAAF) de l’Institut Polaire.

### Après 2017
Depuis 2017, Pierre Jouventin est retraité de la fonction publique, il donne des conférences et a publié une dizaine de livres de vulgarisation scientifique.
Ayant vécu 4 ans avec une louve et trouvant cet animal fascinant,, il se consacre aujourd’hui à la réhabilitation de celui-ci, ainsi qu'à la gestion des animaux sauvages comme le sanglier.

## Engagements

### libertaires
Engagé tôt dans la mouvance libertaire Pierre Jouventin collaborait dès 1966 à la revue Echos Libertaires. La revue changea de nom pour ego en 1968 et Pierre Jouventin y publie un entretien avec Georges Brassens.
Il poursuit, depuis 2010 l'œuvre de René Bianco en tant que président du CIRA de Marseille, fonction qu’il occupe toujours en 2022.

### écologistes
Grâce au concours d'Hubert Reeves, il a obtenu un rendez-vous avec la Ministre de l’écologie Nelly Olin et l’a convaincue de créer en 2006 la réserve des îles australes incluant les îles Kerguelen qui a été classée en 2019 au patrimoine mondial de l'UNESCO.

## Recherches
Pierre Jouventin a effectué en 1969 un premier séjour de 14 mois en Terre Adélie pour étudier les oiseaux et mammifères marins, en particulier le manchot empereur. Puis il a effectué 20 missions en Antarctique-Subantarctique totalisant près de 9 ans sur le terrain.
Il a étudié expérimentalement pendant 30 ans les systèmes d’identification acoustique des animaux coloniaux (signatures vocales des manchots) ,.
De 1990 à 2000, ses équipes et lui ont réhabilité écologiquement les îles Amsterdam & St-Paul de l'Océan Indien, fortement dégradées par les bovins, rats, lapins introduits par l’homme, et qui mettaient en danger d’extinction des espèces endémiques et nouvelles comme l’albatros d’Amsterdam qu'il a découvert et dont il restait dix couples dans le monde.
Pierre Jouventin a dirigé plusieurs programmes internationaux pluridisciplinaires CNRS sur les ressources de l’Océan Austral.
Il a fait partie, en tant qu'expert de la faune, de la petite délégation française qui a entraîné les autres nations à mettre en réserve le continent antarctique (audition du groupe d'études sur l'Arctique, l'Antarctique et les TAAF au Sénat).
Il a publié plus de 230 articles scientifiques dans les revues internationales à comité de lecture (Rang A) ,.
Les études de Pierre Jouventin sur les oiseaux et mammifères font autorité et sont fréquemment citées en référence, notamment dans les rapports des réunions consultatives du Traité sur l'Antarctique ratifié par plus de 20 nations.

### Découvertes scientifiques
Pierre Jouventin a découvert plusieurs espèces d'oiseaux nouvelles pour la science qui étaient confondues avec d’autres et qu’il a différenciées par l’éthologie (colorations et chants) puis confirmées par la génétique (séquençage ADN),.
Il a effectué le premier suivi au monde d’un oiseau par balise satellitaire, une technique devenue commune qui a permis de montrer que les grands albatros parcourent en utilisant les vents plus de 7 000 km pour nourrir leur poussin.

## Prix
- 1982 : Prix Paul Doistau-Émile Blutet de l'Académie des Sciences.
- 1997 : Prix Robert Cushman Murphy de la Colonial Waterbird Society [20].
- 2000 : Prix Mottart de l'Académie des Sciences.
- 2001 : Grand Prix CNRS du festival international du film scientifique(Nancy).
- 2012 : Prix de l'essai Fernand Mery.
- 2022: Prix du livre LUMEXPLORE
- 2023: Prix littéraire de la Société Centrale Canine, catégorie technique et documentaire

## Publications

### Ouvrages scientifiques
- (en) Jouventin & Dobson, Why penguins communicate - the evolution of visual and vocal displays, New-york, Academic press, 20 septembre 2017, 315 p. (ISBN 978-0-128-11178-9).

### Ouvragesgrand public
- Pierre Jouventin, Le chien, un loup rempli d'humanité, Ulmer, 2023 prix littéraire 2023 de la Société Centrale Canine, catégorie technique et documentaire  (ISBN 9782379222979).
- Pierre Jouventin, Qui était Alexandre Grothendieck?, Libre&Solidaire, 2023 (ISBN 9782372632010).
- Pierre Jouventin, Darwin (presque) facile ![21], Delachaux et Niestlé, 2022 (ISBN 9782603028575)
- Pierre Jouventin, Le loup , ce mal aimé qui nous ressemble [5],[6], HumenScience, 2021 (ISBN 9782379313455). Prix du livre Lumexplore 2022[22].
- Pierre Jouventin - Guillaume Richard, Guide d'éducation éthologique du chien, Ulmer, 2020 (ISBN 9782379220593).
- Pierre Jouventin et Serge Latouche, Pour une écologie du vivant- Regards croisés sur l'effondrement en cours[23], Libre et Solidaire, 2019 (ISBN 9782372630849).
- Pierre Jouventin, L'homme cet animal raté - Histoire naturelle de notre espèce[24], Libre et Solidaire, 2016 (ISBN 9782372630238).
- Pierre Jouventin, Les confessions d'un primate : Les coulisses d'une recherche sur le comportement animal, Belin, 2016 (ISBN 978-2-7011-9799-9).
- Pierre Jouventin, La face cachée de Darwin, Libre et Solidaire, 2014 (ISBN 9782847300345).
- Pierre Jouventin, Trois prédateurs dans un salon: le chat, le chien et l'homme[25], Belin, 2014 (ISBN 978-2-7011-8954-3).
- Pierre Jouventin, Kamala, une louve dans ma famille [26], Flammarion, 2011 (ISBN 9782081240315).
- Pierre Jouventin, David Chauvet, Enrique Utria, La Raison des plus forts. La conscience déniée aux animaux, IMHO, 2010 (ISBN 9782915517521).

## Filmographie
- 1985 : Crozet, l'archipel aux 25 millions d'oiseaux[27].
- 1990 : Le paradoxe des Empereurs[28].
- 1990 : L'Oasis dans les glaces[29].
- 1998 : Manchot royal, le retour[30].
- 1999 : La signature vocale des manchots[31].